# Издательство Гельмут Буске
Изда́тельство Ге́льмут Бу́ске (нем. Helmut Buske Verlag) — немецкое издательство в Гамбурге. Заметное своими учебниками, рабочими тетрадями и словарями по иностранным языкам. Основано 11 мая 1959 в городе Тюбинген. Первое название — Helmut Buske Wissenschaftliche Buchhandlung Antiquariat Verlag, затем переименовано в краткое название. С 1992 года является частью издательства Феликс Майнер (Felix Meiner Verlag). В каталоге издательства имеется примерно 500 книг более чем на 50 языках.